# Bombardements de la bande de Gaza
Guerre à Gaza depuis 2023
Conflit israélo-palestinien
Conflit Gaza-Israël
Les bombardements de la bande de Gaza sont une campagne de bombardements aériens sur la bande de Gaza menée à compter du 7 octobre 2023 par l'armée de l'air israélienne pendant la guerre entre Israël et le Hamas. En moins d'un mois de bombardement, le volume des bombes larguées sur la bande de Gaza (35 000 tonnes, selon Oussama Hamdan (en), un haut responsable du Hamas) excède celui, combiné, des bombes larguées sur Dresde, Hambourg et Londres pendant la Seconde Guerre mondiale,. Durant les dix-neuf premiers mois de la guerre, Tsahal utilise 100 000 tonnes d'explosifs contre la bande de Gaza, selon le bureau des médias du gouvernement de la bande de Gaza.
La bande de Gaza a déjà été la cible de bombardements israéliens à plusieurs reprises avant cette date, dans le contexte du conflit israélo-palestinien. Notamment lors de précédentes guerres, de frappes préventives, ou en représailles à des tirs de roquettes en provenance de l'enclave. Ce qui distingue cette campagne par rapport aux autres bombardements est son ampleur sans précédent dans l'histoire du conflit, particulièrement dévastatrice et meurtrière.
Au cours de ces bombardements, les frappes aériennes israéliennes visent l'ensemble des localités, des camps de réfugiés palestiniens, des écoles, des hôpitaux, des mosquées, des églises et des infrastructures civiles de la bande de Gaza. Pendant ces bombardements, les frappes aériennes israéliennes ont abouti, selon le Ministère de la Santé du Hamas, à la mort de plus de 33 545 Palestiniens, dont 12 300 enfants.
Israël est accusé de crimes de guerre et de génocide, en raison du grand nombre de victimes civiles et du pourcentage élevé d'infrastructures civiles détruites. Pour sa défense, Israël déclare avoir utilisé un système de notification d'évacuation à grande échelle et prétend que ses cibles sont utilisées par le Hamas.
En janvier 2024, des chercheurs de l'université de l'Oregon et de l'université de la ville de New York estiment que 62 % des bâtiments de la bande de Gaza sont endommagés ou détruits,.

## Contexte

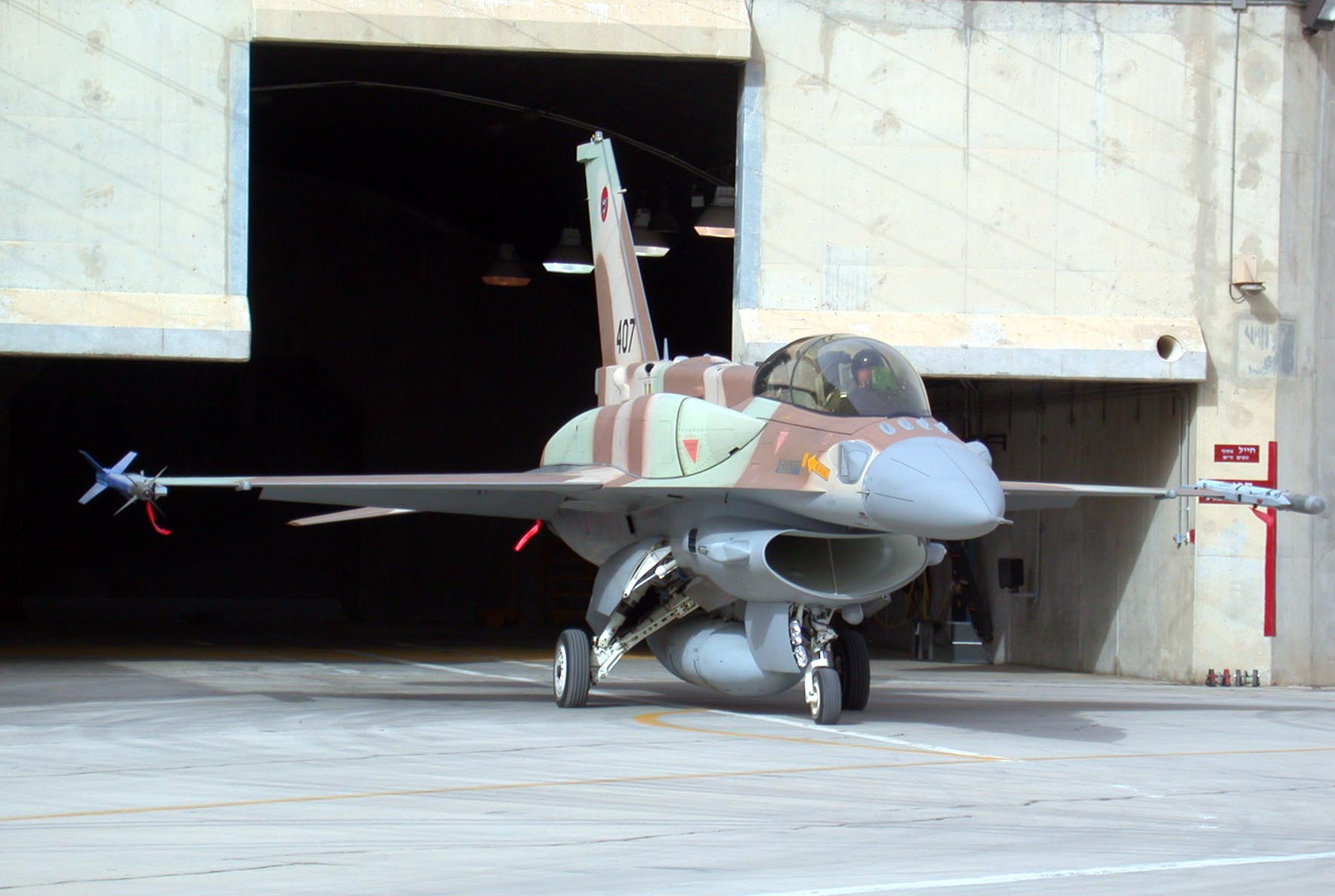
Le F-16l Sufa, utilisé par Israël pour le bombardement de la bande de Gaza.

La campagne israélienne de bombardement de la bande de Gaza commence dans les heures qui suivent l'entrée en Israël des assaillants du Hamas et de leurs alliés. Lors de conflits antérieurs - comme la guerre de Gaza de 2014 - Israël a endommagé ou détruit des dizaines de milliers de bâtiments. Les coûts de reconstruction lors de conflits antérieurs ont été estimés à plusieurs milliards de dollars.

## Frappes israéliennes

### Infrastructures médicales

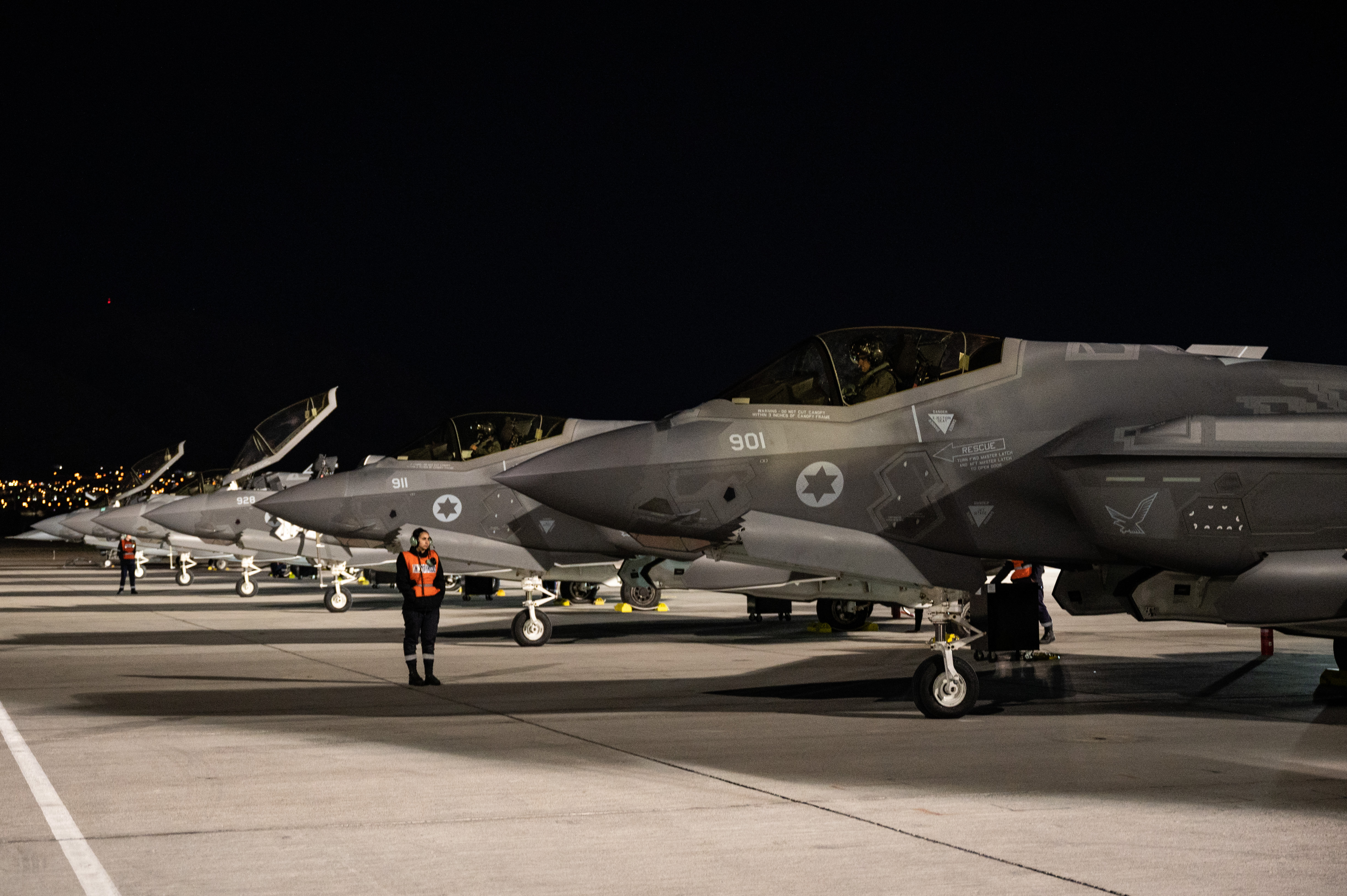
Le F-35l Adir, chasseur-bombardier également utilisé par Israël.

Le 22 octobre 2023, des avions israéliens F-35 bombardent les zones entourant l'hôpital Al-Shifa et l'hôpital al-Quds au cours d'une nuit décrite comme la « plus sanglante » du conflit jusqu'à présent,. Le 29 octobre, les forces armées d'Israël bombardent la zone entourant l'hôpital al-Quds. Le 30 octobre, Israël bombarde l'hôpital de l'amitié turco-palestinienne. Le 3 novembre, le ministère de la Santé du Hamas déclare que 136 secouristes ont été tués et que 25 ambulances ont été détruites. Le même jour, Israël bombarde un convoi médical à l'extérieur de l'hôpital al-Shifa, prétendant que l'ambulance était utilisée par le Hamas, ce qui amène Ardi Imseis, professeur à l'université Queen's, à déclarer qu'Israël doit prouver ce qu'il avance. Le 6 novembre, au moins huit personnes sont mortes dans des frappes aériennes sur l'hôpital Nasser.
En juin 2025, après 20 mois de bombardements continus, sur les 36 hôpitaux de l'enclave, seuls 17 restent encore partiellement fonctionnels.

### Camps de réfugiés

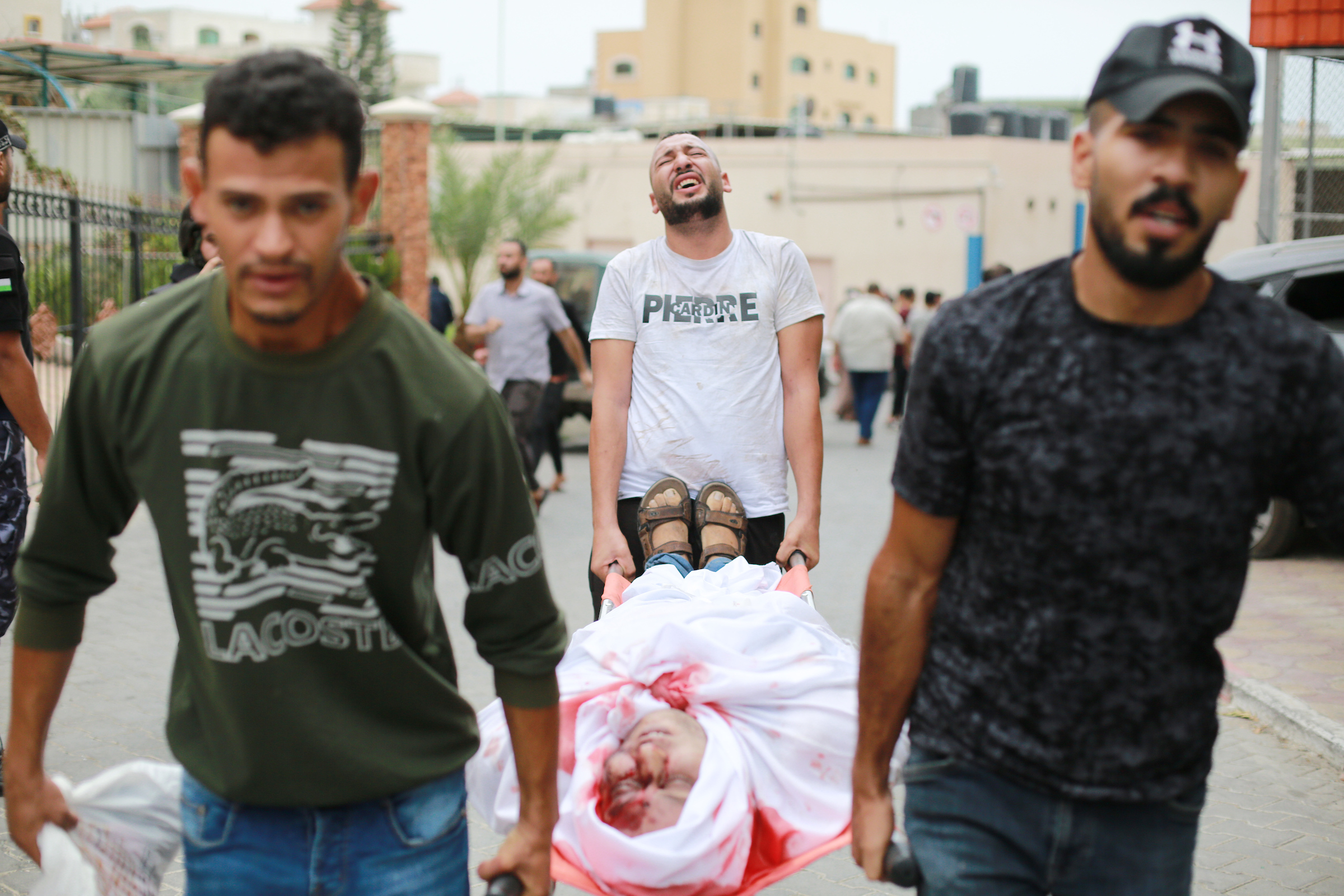
Victime de frappe aérienne dans le camp de réfugiés de Jabaliya.

Le 23 octobre, des frappes aériennes tuent 436 personnes dans le camp d'Al-Shati et dans le sud de Khan Younès en une seule nuit,. Le 28 octobre, l'armée de l'air israélienne bombarde des immeubles résidentiels dans le camp de réfugiés de Jabaliya sans avertissement préalable, tuant environ 50 personnes. Le 31 octobre, une frappe aérienne sur le camp de réfugiés de Jabalia est qualifiée de « massacre massif ». Le 13 novembre, une frappe aérienne israélienne sur le camp de réfugiés de Jabaliya tue trente personnes, l'équipe de défense civile de Gaza n'étant pas en mesure de sauver les blessés des décombres en raison d'un manque d'équipement. Le 6 mars 2024, des images aériennes montrent que le camp de réfugiés d'Al-Shati, qui est l'une des zones les plus densément peuplées au monde avant la guerre, est complètement en ruines.

### Écoles
Le 17 octobre 2023, une frappe aérienne sur une école de l'UNRWA tue au moins six personnes. Le 18 octobre, l'école Ahmed Abdel Aziz de Khan Younès est touchée. Le 3 novembre, les FDI bombardent l'école Osama Ben Zai. Le 4 novembre, Israël bombarde l'école Al-Fakhoora, tuant au moins quinze personnes. Le 5 novembre, Israël bombarde et détruit l'université al-Azhar.
Le 17 novembre, des dizaines de personnes sont tuées après une frappe aérienne sur l'école al-Falah dans le quartier de Zeitoun, au sud de la ville de Gaza. Une frappe sur l'école Al-Fakhoora aurait tué au moins 50 personnes. Les sourds, les aveugles et les personnes souffrant d'un handicap intellectuel sont particulièrement menacés par les frappes aériennes. Le 13 décembre, une école de l'UNRWA à Beit Hanoun est détruite par une frappe aérienne israélienne.
En juin 2025, après 20 mois de bombardements continus, les douze universités de l'enclave ont été complètement détruites par l'armée israélienne,.

### Infrastructures
À la date du 19 décembre 2023, après deux mois de bombardements israéliens, 60 % des infrastructures de Gaza sont détruites ou endommagées selon l'agence des Nations unies pour les réfugiés palestiniens (UNRWA). « Le niveau de destruction dans le territoire palestinien est supérieur à celui de l'Allemagne lors de la Seconde guerre mondiale » selon Josep Borrell, haut représentant de l'Union pour les affaires étrangères et la politique de sécurité.

## Ciblage assisté par l'IA
Dans le cadre de la guerre à Gaza, les forces de défense israéliennes (FDI) utilisent l'intelligence artificielle pour déterminer/générer rapidement et automatiquement des centaines de cibles par jour dans ses bombardements à Gaza. Israël a considérablement étendu ses bombardements sur ce territoire, qui, lors des guerres précédentes, avaient été limités par le manque de cibles de l'armée de l'air israélienne.
Ces outils incluent Évangile, une IA qui examine automatiquement les données de surveillance à la recherche de bâtiments, d'équipements et de personnes soupçonnées d'appartenir à l'ennemi et, une fois trouvées, recommande des cibles de bombardement à un analyste humain qui peut alors décider de les transmettre ou non au terrain. Un autre exemple est Lavender, une « base de données alimentée par l'IA » qui répertorie des dizaines de milliers d'hommes palestiniens liés par l'IA au Hamas ou au Jihad islamique palestinien, et qui est également utilisée pour la recommandation de cibles.
Les critiques pointent l’utilisation de ces outils mettant la vie des civils en danger, brouille les responsabilités et entraîne une violence militairement disproportionnée en violation du droit international humanitaire.